# Hoplistocerus gemmatus
Hoplistocerus gemmatus là một loài bọ cánh cứng trong họ Cerambycidae.